# Bastian Hartmann
Bastian Hartmann (* 4. Dezember 1984 in Iserlohn) ist ein deutscher Politiker (SPD). Er ist seit 2022 Abgeordneter im Landtag von Nordrhein-Westfalen.

## Leben
Bastian Hartmann studierte nach dem Abitur 2004 in Neheim Sozialwissenschaften an der Ruhr-Universität Bochum mit Diplom und anschließender Promotion zum Thema (K)Ein Bund fürs Leben – Ehestabilität und ökonomische Auswirkungen von Trennungen und Scheidungen. 
Er war 2015 als wissenschaftlicher Referent im Landtag für eine Enquete-Kommission zur Zukunft der Familienpolitik in NRW zuständig. Anschließend wechselte er in die dortige Staatskanzlei für das Projekt Kein Kind zurücklassen! (KeKiz). Seit 2017 ist er als Referent bei der Deutschen Rentenversicherung Knappschaft-Bahn-See tätig.

## Partei und Politik
Bastian Hartmann gehört für seine Partei seit 2014 dem Rat der Stadt Bochum an. Er gewann bei der Landtagswahl 2022 das Direktmandat im Landtagswahlkreis Bochum II und zog in den Landtag von Nordrhein-Westfalen ein.